# ت كوفتسخب
'ت كوفتسخب (تنطق بالهولندية: [ət ˈkɔfsxɪp]، قاعدة سفينة التاجر) أو 'ت فوكسخاب هي استذكار يحدد نهايات الفعل العادي الهولندي في الزمن الماضي الدلالي/ الشرطي ونهايات الماضي التام. لا يجب الخلط بين هذه القاعدة وما يسمى قواعد تي (t-regels).

## مزيد من القراءة
- Noordegraaf, Jan (1997). Voorlopig verleden. Taalkundige plaatsbepalingen, 1797–1960 (بالهولندية). Münster: Nodus Publikationen. pp. 215–17. ISBN:3-89323-276-1.

Also as: Noordegraaf, Jan (1983). "Reilen en zeilen van 't kofschip" (PDF). Onze Taal (بالهولندية). 10: 125. Archived from the original (PDF) on 2020-01-24.
- van der Zwan, Kees (1998). "Wie bedacht 't kofschip?". Onze Taal (بالهولندية). 67 (6): 157.